# 中村恒星
中村 恒星（なかむら こうせい、1995年7月2日 - ）は、日本の医師、起業家。株式会社SpinLifeの創業者兼代表取締役。

## 来歴
岐阜県岐阜市出身。岐阜県立加納高等学校、富山大学薬学部を経て、北海道大学医学部医学科に学士編入、同大学3年時の2020年1月20日に株式会社SpinLifeを創業。大学2年時、表皮水疱症（英語: Epidermolysis bullosa）患者との出会いをきっかけに、2019年2月、世界初の完全栄養食チョコレートである「世界一やさしいチョコレートandew-アンジュ-」を開発開始。2020年5月に販売を開始。3ヶ月で累計600枚以上売り上げる。2023年2月に学生起業家コンテスト『EO GSEA（グローバル学生起業家アワー ド）』日本大会に出場。2023年3月に北海道大学医学部医学科を卒業。
高校時代は硬式野球部。